# Zielonka (Góry Stołowe)
 Zielonka  701 m n.p.m. - wzniesienie graniczne w południowo-zachodniej Polsce, w Sudetach Środkowych, w Górach Stołowych, w paśmie Zaworów.

## Położenie
Wzniesienie położone jest w północno-zachodniej części Zaworów na granicy polsko-czeskiej, około 2,4 km na południowy wschód od centrum miejscowości Chełmsko Śląskie.

## Fizjografia
Wzniesienie o niewyraźnym, słabo wyniesionym wierzchołku ponad płaską szeroko rozciągniętą południkowo krótką wierzchowinę szczytową. Wznosi się na granicy polsko-czeskiej, w niewielkiej odległości na północ od wzniesienia Strážnice, jako wyższa, słabo uwypuklona kulminacja w granicznym grzbiecie, ciągnącym się w kierunku południowym równolegle do granicy. Wzniesienie ma postać krótkiego płaskiego stoliwa, o dość stromo opadającym wschodnim i zachodnim zboczu. Zbocze południowe prawie o niewidocznym spadku, niezauważalnie przechodzi w zbocza sąsiedniego wzniesienia Strážnice, niższego o 5 m. Północne zbocze szerokim pasem granicznego grzbietu łagodnie opada się w stronę Przełęczy Strażnicze Naroże. Najwyższy punkt wzniesienia położony jest na granicy polsko-czeskiej.
Wzniesienie zbudowane jest z górnokredowych piaskowców ciosowych.
Płaski szczyt stoliwa oraz zbocza porośnięte są lasem świerkowym, podnóże wzniesienia równolegle do grzbietu po polskiej stronie zajmują łąki i pola uprawne.

## Inne
- Północna-zachodnim zboczem poniżej szczytu równolegle do linii grzbietowej przebiega droga lokalna Chełmsko Śląskie - Mieroszów
- Na południe od wzniesienia na terytorium Czech rozciąga się masyw skalnego miasta Adrspach.
- Ze względu na mały wyniesienie szczytu ponad powierzchnię szczytowej płaszczowiny szczyt wzniesienia jest niezauważalny.

## Turystyka
Szczytem prowadzi szlak turystyczny
- zielony – szlak graniczny prowadzący od Tłumaczowa na Przełęcz Okraj w Karkonoszach.
- żółty – szlak prowadzący północno-zachodnim zboczem poniżej szczytu wzdłuż drogi lokalnej od Łącznej do Krzeszowa i dalej.